# محوطه قلعه کدیش پایین
محوطه قلعه کدیش پایین مربوط به دوره صفوی است و در شهرستان آران و بیدگل، بخش مرکزی، دهستان سفیددشت، ۲ کیلومتری شمال غربی روستای تقی‌آباد واقع شده و این اثر در تاریخ ۲ مرداد ۱۳۸۷ با شمارهٔ ثبت ۲۳۰۲۹ به‌عنوان یکی از آثار ملی ایران به ثبت رسیده‌است.